# Medardo de Jesús Henao del Río
Medardo de Jesús Henao del Río MXY (Liborina, Departamento de Antioquia, Colômbia, 8 de junho de 1967) é Vigário Apostólico de Mitú.
Medardo de Jesús Henao del Río ingressou na congregação dos Misioneros Javerianos de Yarumal e fez sua profissão perpétua em 3 de dezembro de 1994. Recebeu o Sacramento da Ordem em 4 de dezembro de 1999 do Arcebispo de Medellín, Alberto Giraldo Jaramillo PSS.
Em 23 de novembro de 2013, o Papa Francisco o nomeou Bispo Titular da Casae Medianae e o nomeou Vigário Apostólico de Mitú. O Núncio Apostólico na Colômbia, Arcebispo Ettore Balestrero, o consagrou, assim como Carlos Alberto Correa Martínez e Joselito Carreño Quiñonez MXY, em 15 de fevereiro de 2014; Os co-consagrantes foram o Vigário Apostólico Emérito de Inírida, Antonio Bayter Abud MXY, e o Bispo de Sonsón-Rionegro, Fidel León Cadavid Marín, com posse em 16 de março de 2014.